# Lü Liping
Pour les articles homonymes, voir Liping (homonymie).
Dans ce nom chinois, le nom de famille, Lü, précède le nom personnel.
Lü Liping (chinois traditionnel : 吕丽萍 ; pinyin : Lǚ Liping), née à Pékin (Chine) le 3 avril 1960, est une actrice chinoise.

## Filmographie

### Cinéma
- 1986 : Le Vieux Puits de Wu Tianming
- 2000 : Plus fort que le silence de Sun Zhou
- 2010 : Sous l'aubépine de Zhang Yimou
- 2012 : The Sino-Japanese War at Sea 1894 (en) de Feng Xiaoning

### Télévision
- 2003 : The Legend of the Condor Heroes (en)
- 2003 : High Flying Songs of Tang Dynasty (en)

## Distinctions
Lü Liping a notamment été récompensée d'un Coq d'or, d'un Flying Apsaras (en), d'un Golden Horse et d'un Golden Phoenix (en), de deux prix des Cent Fleurs, d'un China TV Golden Eagle Award. Elle a remporté le prix de la meilleure actrice au 6e Festival international du film de Tokyo, au premier Festival international du film de Singapour et au 13e Festival international du film de Shanghai.